# Jan Berg
Jan Mikael Berg, född 5 januari 1928 i Stockholm, död 22 oktober 2015  i Starnberg i Tyskland, var en svensk filosof, författare och översättare. Han var verksam vid University of Minnesota 1962–1964, vid Stockholms universitet 1964–1969 och som professor vid Technische Universität München från 1969. Han gjorde sig särskilt bemärkt med forskning om Bernard Bolzano.
Berg skrev även noveller samt översatte poesi från engelska och franska.
Han var son till musikkritikern Curt Berg och författaren Eva Berg, född Ekström, samt bror till Mikaela Leckius och Catherine Berg. Jan Berg var från 1959 gift med Catarina Eklund (1934–2016), de är begravda på Solna kyrkogård.

### Skönlitteratur
- Förenkling. Stockholm: Wahlström & Widstrand. 1950. Libris 1388704. https://litteraturbanken.se/f%C3%B6rfattare/BergJ/titlar/F%C3%B6renkling/sida/3/etext?om-boken
- Blandade steg. Stockholm: Wahlström & Widstrand. 1954. Libris 472685. https://litteraturbanken.se/f%C3%B6rfattare/BergJ/titlar/BlandadeSteg/sida/5/etext?om-boken
- Träd vid träd : noveller. Borås: Ellerström. 1984. Libris 7758469. ISBN 91-86488-03-1. https://litteraturbanken.se/f%C3%B6rfattare/BergJ/titlar/Tr%C3%A4dVidTr%C3%A4d/sida/3/etext?om-boken

### Varia
- Selektiv bibliografi i teoretisk filosofi. Filosofiska studier utgivna av Filosofiska institutet vid Stockholms högskola, 99-0780488-6 ; 5. Stockholm. 1960. Libris 930713
- Selektiv bibliografi i teoretisk filosofi. Supplement. Stockholm. 1961. Libris 930714
- Bolzano's logic. Stockholm studies in philosophy, 0491-0877 ; 2. Stockholm: [A & W]. 1962. Libris 45412
- Mathematische Logik von 1847 bis zur Gegenwart : eine bibliometrische Untersuchung. Foundations of communication, 99-0105500-8. Berlin: de Gruyter. 1993. Libris 4661142. ISBN 3-11-013987-1 - Tillsammans med Roland Wagner-Döbler.
- Die theoretische Philosophie Kants : unter Berücksichtigung der Grundbegriffe seiner Ethik. Problemata ; 155. Stuttgart: frommann-holzboog. 2013. Libris 14713547. ISBN 9783772826719

### Redaktör
- Bolzano, Bernard (1969-). Gesamtausgabe. Stuttgart: Frommann. Libris 38476

### Översättningar
- André Hodeir: Jazzens musiker och idéer (Hommes et problèmes du jazz) (översatt tillsammans med Carl-Olof Gierow) (Bonnier, 1956)
- Dylan Thomas: 19 dikter (Bonnier, 1957). 2., rev. utg. Ellerström, 1985, med titeln Nitton dikter
- Iain Lang: Blues och jazz (Jazz in perspective) (Bonnier, 1957)
- Arne Næss: Empirisk semantik (En del elementære logiske emner) (Svenska Bokförlaget, 1961)
- Dylan Thomas: 39 dikter (Coeckelberghs, 1977)
- Paul Éluard och André Breton: Den obefläckade avlelsen (L'immaculée conception) (Coeckelberghs, 1977)
- Muriel Rukeyser: Dikter (Coeckelberghs, 1978)
- Bernard-Henri Lévy: Barbari med mänskligt ansikte (La barbarie à visage humain) (Coeckelberghs, 1978)